# Leon Rotman
Leon Rotman (* 22. července 1934 Bukurešť) je bývalý rumunský reprezentant v rychlostní kanoistice.
Pocházel z židovské rodiny a pracoval jako soustružník v továrně Timputi Noi. Původně se věnoval zápasu, od roku 1952 závodil na kánoi za klub Dinamo Bukurešť, kde ho trénoval Radu Huţan. Stal se mistrem Rumunska a byl nominován na Letní olympijské hry 1956 v Melbourne, kde vyhrál závody singlkanoistů na 1000 metrů i na 10000 metrů. Startoval také na Letních olympijských hrách 1960 v Římě, kde získal bronzovou medaili na 1000 metrů. Na mistrovství světa v rychlostní kanoistice bylo jeho nejlepším výsledkem sedmé místo v roce 1963.
Po ukončení kariéry byl trenérem. V roce 2000 mu bylo uděleno vyznamenání Pentru merit.